# 동안고등학교
동안고등학교(東安高等學校)는 대한민국 경기도 안양시 동안구 평촌동에 있는 공립 고등학교이다.

## 학교 연혁
- 1993년 2월 28일 : 36학급 설립인가(학년별 12학급)
- 1994년 3월 1일 : 초대 김용구 교장 취임
- 1994년 3월 5일 : 개교, 1학년 6학급 입학(남 179명, 여 82명) 계 261명
- 1996년 10월 18일 : 제1회 동안제 실시 (264명)
- 1997년 10월 14일 : 경기도교육청지정 논술 연구학교 연구 발표
- 2023년 9월 1일 : 제12대 이은광 교장 취임
- 2024년 1월 5일 : 제28회 졸업식(졸업생 309명, 누계 14,687명)
- 2024년 3월 4일 : 39학급 인가로 1학년 13학급 348명 입학

## 참고 자료
- 동안고등학교 - 한국교육학술정보원 학교알리미